# Partido Comunista de la República Socialista Federativa Soviética de Rusia
El Partido Comunista de la República Socialista Federativa Soviética de Rusia (en ruso: Коммунистическая партия Российской Советской Федеративной Социалистической Республики, КП РСФСР; transliterado: Kommunistícheskaya pártiya Rossíyskoy Sovetskoy Federatívnoy Sotsialistícheskoy Respúbliki, KP RSFSR) era la rama a nivel regional del Partido Comunista de la Unión Soviética, en la RSFS de Rusia, una de las repúblicas constituyentes de la Unión Soviética. En este punto, el Partido Comunista de la RSFS de Rusia organizó alrededor del 58% del total de miembros del Partido Comunista de la Unión Soviética. El partido era conocido popularmente como el "Partido Comunista Ruso". Políticamente, se convirtió en un centro para los opositores comunistas al gobierno del Presidente de la Unión Soviética y Secretario general del Partido Comunista de la Unión Soviética, Mijaíl Gorbachov.

## Historia

### Antecedentes
Durante muchos años, la RSFS de Rusia había sido la única república soviética sin un Partido Comunista propio a nivel regional. De hecho, en 1947, el NKVD había llevado a cabo una investigación en el llamado Caso de Leningrado contra funcionarios del partido acusados de querer establecer un Partido Comunista local en la RSFS de Rusia.
En 1989, un sector del Partido Comunista de la URSS (opuesto al liderazgo de Mijaíl Gorbachov) lanzó una campaña para promover la creación de un Partido Comunista a nivel regional. En junio de 1989, la jurista nacionalista rusa Galina Litvínova publicó un artículo en la revista Nash sovreménnik, en el que sostenía que la república constituyente rusa había retrocedido durante el gobierno soviético y que era necesario formar un Comité Central del Partido Comunista de la RSFSR.

### Preparativos
El Partido Comunista de la RSFS de Rusia surgió de una alianza entre los apparátchiks de Leningrado y sus tendencias nacional-patrióticas rusas. El Frente Unido de Trabajadores fue uno de los patrocinadores clave de la nueva organización del partido.
Gorbachov enfrentó dificultades al intentar bloquear la formación de una organización de la formación de una rama rusa del partido. Muchos miembros rusos del Partido Comunista de la URSS (PCUS), que no eran necesariamente seguidores de los opositores de línea dura de Gorbachov, apoyaron el esfuerzo por formar una organización del partido ruso. Por iniciativa de Gorbachov, a finales de 1989 se fundó una Oficina del Partido Comunista de la RSFSR, en un movimiento para bloquear la formación de un Partido Comunista Ruso autónomo. Sin embargo, esta acción no bloqueó la demanda de un Partido Comunista de la RSFSR, y la recién formada Oficina de la RSFSR emitió un llamado para la fundación del Partido Comunista de la RSFSR. Este proceso fue humillante para Gorbachov, ya que aclaró que no tenía el control total del aparato del PCUS.
Antes de la fundación de la nueva organización del partido, surgió un debate sobre el nombre del nuevo organismo. Los comunistas chechenos-ingush argumentaron que el nombre debería incluir 'RSFSR' en lugar de solo 'ruso'. Además, se había decidido que el congreso se dividiría en dos sesiones, antes y después del 28º congreso del Partido Comunista de la Unión Soviética .

### Primera Sesión del Congreso
La primera sesión del congreso fundador del Partido Comunista de la RSFSR se inauguró en Moscú el 19 de junio de 1990. 2.768 delegados asistieron al congreso. Había tres candidatos clave para el puesto de Primer Secretario, Valentín Kuptsov, Iván Polozkov y Oleg Lóbov (Segundo Secretario del Partido Comunista de Armenia ). Kuptsov, el candidato apoyado por Gorbachov y la dirección del partido de toda la Unión, sufrió una dura derrota. Recibió apenas 343 votos a favor, mientras que 2.278 delegados votaron en su contra. Polozkov obtuvo 1.017 votos a favor y 1.604 en contra, mientras que Lóbov obtuvo 848 votos a favor y 1.773 votos en contra. Se celebró una segunda vuelta entre Polozkov y Lóbov. Polozkov fue elegido con 1.396 contra 1.066 de Lóbov.  La primera sesión del congreso fundador concluyó el 23 de junio de 1990.
Polozkov era un líder de la facción de línea dura, oriundo de Krasnodar . Después de haber sido elegido, Polozkov intentó distanciarse de los elementos más duros (representados por Nina Andréyeva ) y buscó la conciliación entre Gorbachov, Borís Yeltsin y el Partido Comunista de la RSFS de Rusia.

### Segunda Sesión de Congreso
El congreso fundador del Partido Comunista de la RSFSR volvió a reunirse en su segunda sesión del 4 al 6 de septiembre de 1990. La segunda sesión eligió a 272 miembros del Comité Central y 96 miembros de la Comisión de Control Central para el partido. Para entonces, la lucha política se había agudizado; Polozkov llamó a los comunistas de la RSFSR a oponerse a la restauración del capitalismo por parte del gobierno de Yeltsin. El Partido Comunista de la RSFSR tenía, entonces, alrededor del 40% de los escaños en el recién formado Soviet Supremo de la RSFSR.

### Rol político
La nueva organización del partido se dividió en sectores reformistas, de línea dura y nacionalistas. Polozkov jugó un papel importante al definir el papel del partido como fuerza de la oposición anti-Perestroika. Sin embargo, su estilo de liderazgo fue pasivo y fue atacado desde todos los rincones del partido. Los diputados del Soviet Supremo de la RSFSR lo atacaron por no atacar a Gorbachov, mientras que los comunistas de Kaliningrado lo criticaron por su oposición a Yeltsin.
El lanzamiento del Partido Comunista de la República Socialista Federativa Soviética de Rusia causó problemas organizativos para el Partido Comunista de la Unión Soviética, ya que ahora se suponía que las cuotas de afiliación de la RSFSR pasarían a través de la organización del partido local. Sin embargo, algunas organizaciones de partidos de nivel inferior continuaron pagando sus cuotas directamente al partido de toda la Unión, esencialmente como actos de desafío contra los intransigentes que controlaban el Partido Comunista de la RSFSR. El partido se convirtió en miembro del Consejo Coordinador de Fuerzas Patrióticas, que hizo campaña por una Unión Soviética unificada en el referéndum de marzo de 1991 .

### Expulsión de Polozkov
El 6 de agosto de 1991, Polozkov fue destituido de su cargo de líder del Partido Comunista de la RSFSR, después de haber llamado traidor a Gorbachov tres días antes. Kuptsov fue nombrado nuevo primer secretario del partido.

### Prohibición
En el otoño de 1991, Yeltsin emitió tres decretos presidenciales que resultaron en la disolución del partido. El 23 de agosto de 1991, emitió un decreto titulado "Sobre la suspensión de las actividades del Partido Comunista de la RSFS de Rusia". El 25 de agosto de 1991, Yeltsin emitió un Decreto núm. 90 declaró que las actividades del partido estaban suspendidas y que todas las propiedades del Partido Comunista de la República Federativa Soviética de Rusia pasarían a ser propiedad estatal de la RSFSR. Y el 6 de noviembre de 1991, emitió un decreto que prohibió tanto el PCUS como el partido de la RSFSR.
El 14 de febrero de 1993, el Partido Comunista de la Federación Rusa se formó en un "Segundo Congreso Extraordinario", declarándose el sucesor del Partido Comunista de la República Socialista Federativa Soviética de Rusia. El nuevo partido estaba dirigido por Guennadi Ziugánov, antiguo ideólogo principal del Partido Comunista de la RSFS de Rusia y miembro del Secretariado del Partido Comunista de la RSFS de Rusia.

## Lista de Primeros Secretarios
| # | Imagen | Nombre                  | Inicio              | Final                 |
| - | ------ | ----------------------- | ------------------- | --------------------- |
| 1 |        | Iván Polozkov (1935)    | 22 de junio de 1990 | 6 de agosto de 1991   |
| 2 |        | Valentín Kuptsov (1937) | 6 de agosto de 1991 | 14 de febrero de 1993 |

## Lista de Congresos y Conferencias
| Reunión    | Fecha                                                    | Lugar |
| ---------- | -------------------------------------------------------- | ----- |
| I Congreso | 20 al 23 de junio de 1990 - 4 al 6 de septiembre de 1990 | Moscú |